# 아이티센씨티에스
주식회사 아이티센CTS(영어: ITCen CTS)는 대한민국의 금융권 네트워크 통합 기업으로, 아이티센의 자회사이다.

## 인수 합병
2021년 쌍용정보통신을 종속 회사로 편입하였다.

## 파트너십
미국 AWS(아마존 웹서비스) 파트너사, Cisco 골드파트너, VMware Advanced 파트너사이다.